# Risque propre
Risque propre (Eigen risico) est le dix-septième tome de la série de bande dessinée néerlandaise Franka créé par l'auteur Henk Kuijpers pour l'éditer en album cartonné par l'éditeur Franka BV en 2001.
En France, il est publié en album cartonné par BD Must en janvier 2010, en tirage limité à 750 exemplaires accompagné d'un ex-libris numéroté et signé par l'auteur.

## Descriptions

### Personnages
- Franka
- Rix, alias Risque One, voleur professionnel, soutient sa petite amie Franka.
- Esmée de Galante, historienne de l'art, tueuse du génie Tomme Dom, a failli exterminer Franka.,,
- Adrian Anthony Ashford, directeur de la compagnie d'assurance et complice avec Esmée de Galante.
- Lady Catherine, riche propriétaire du demeure addington Hill House.
- Madame Truddle, gouvernante de Paddington Hill House.
- Melodie Miller, domestique blonde et maîtresse d'Adian Ashford.
- Angie Jones, domestique rousse.
- Didac Branco, gentleman artisan espagnol, avait jadis connu Adrian Ashford et Esmée de Galante
- Balthazar Berkenboom Block, collectionneur richissime connu aux Pays-Bas, demande à Franka de lui ramener ses œuvres d'art volés.
- Erika Bentinckx, chef de la sécurité des grands musées.

### Lieux
- Londres, Angleterre
- Île Saint-Christophe, Saint-Christophe-et-Niévès
- Très belle île, Guadeloupe
- Barcelone, Espagne

## Album
Aux Pays-Bas
- 17 Eigen risico, Franka BV, 2001
Scénario et dessin : Henk Kuijpers - Couleurs : Hanneke Bons - (ISBN 90-76706-08-5)

En France
- 10 Risque propre, BD Must, 2010
Scénario et dessin : Henk Kuijpers - (ISBN 978-2-87535-003-9)